# Trachyiulus minor
Trachyiulus minor är en mångfotingart som beskrevs av Filippo Silvestri 1923. Trachyiulus minor ingår i släktet Trachyiulus och familjen Cambalopsidae. Inga underarter finns listade i Catalogue of Life.